# Atlantska višedesetljetna oscilacija
Atlantic Multidecadal Oscillation (Atlantic Multidecadal Oscillation, AMO) je klimatski ciklus koji pogađa temperaturu morske površine (sea surface temperature, SST) sjevernog Atlantskog oceana, temeljeno na različitim modovima višedesetljetnih vremenskih ljestvica. Postoji neka potpora ovom modu u modelima povijesnih promatranja. Kontroverza je u svezi s amplitudom toga, posebice prinos promjene temperature morske površine od antropogenih ili prirodnih uzroka, posebice u tropskim atlantskim područjima važnih za razvijanje uragana. Atlantska višedesetljetna oscilacija također je u svezi s promjenama u uraganskoj aktivnosti, strukturom i intenzitetom padanja kiše, te promjenama u ribljim populacijama. Nije isto što i sjevernoatlantska oscilacija. 